# Llista de biblioteques de la província de Castelló

## Alcalatén
| Nom                                                     | Municipi                | Adreça                                                  | Foto               | Clica per a pujar foto                 |
| ------------------------------------------------------- | ----------------------- | ------------------------------------------------------- | ------------------ | -------------------------------------- |
| Agència de Lectura Municipal de Costur                  | Costur                  | Plaça de l'Església, 7. 12119 Costur                    | [[Fitxer:\|100px]] | Clica ací per a carregar la teua image |
| Agència de Lectura Municipal de Figueroles              | Figueroles              | Plz. de la Iglesia, 1. 12122 Figueroles                 |                    | Clica ací per a carregar la teua image |
| Biblioteca Pública Municipal de l'Alcora                | l'Alcora                | C/ Agua, 6. 12110 Alcora                                | [[Fitxer:\|100px]] | Clica ací per a carregar la teua image |
| Agència de Lectura Municipal de Llucena                 | Llucena                 | Plz. de España, 22. 12120 Llucena                       | [[Fitxer:\|100px]] | Clica ací per a carregar la teua image |
| Agència de Lectura Municipal de Vistabella del Maestrat | Vistabella del Maestrat | Arrabal del Loreto, 25. 12135 Vistabella del Maestrazgo | [[Fitxer:\|100px]] | Clica ací per a carregar la teua image |

## Alt Maestrat
| Nom                                               | Municipi   | Adreça                               | Foto               | Click per a pujar foto Click para subir foto |
| ------------------------------------------------- | ---------- | ------------------------------------ | ------------------ | -------------------------------------------- |
| Biblioteca del Centre Penitenciari de Castelló II | Albocàsser | Paraje Mascarell, CV 129, Km 15      | [[Fitxer:\|100px]] | Clica ací per a carregar la teua image       |
| Agència de Lectura Municipal de Catí              | Catí       | Carrer Major, 9. 12513 Catí          | [[Fitxer:\|100px]] | Clica ací per a carregar la teua image       |
| Agència de Lectura Municipal de Vilafranca        | Vilafranca | Avda. Castelló, 63. 12150 Vilafranca |                    | Clica ací per a carregar la teua image       |

## Alto Mijares
| Nom                                                | Municipi           | Adreça                                              | Foto               | Click per a pujar foto Click para subir foto |
| -------------------------------------------------- | ------------------ | --------------------------------------------------- | ------------------ | -------------------------------------------- |
| Agència de Lectura Municipal d'Argeleta            | Argeleta           | Ctra. de Ludiente, s/n. 12230 Argelita              | [[Fitxer:\|100px]] | Clica ací per a carregar la teua image       |
| Agència de Lectura Municipal d'Aiòder - El Turio   | Aiòder             | Ctra. Fuentes, 84. 12224 Ayódar                     | [[Fitxer:\|100px]] | Clica ací per a carregar la teua image       |
| Agència de Lectura Municipal de Cirat              | Cirat              | Plaza de San Bernardo, 1.12231 Cirat                |                    | Clica ací per a carregar la teua image       |
| Agència de Lectura Municipal de Cortes d'Arenós    | Cortes d'Arenós    | Calle Mayor, 1. 12127 Cortes de Arenoso             | [[Fitxer:\|100px]] | Clica ací per a carregar la teua image       |
| Agència de Lectura Municipal de Fanzara            | Fanzara            | Plaza del Obispo Granell, 1. 12230 Fanzara          | [[Fitxer:\|100px]] | Clica ací per a carregar la teua image       |
| Agència de Lectura Municipal de les Fonts d'Aiòder | les Fonts d'Aiòder | Plaza Salvador Segarra, 15. 12225 Fuentes de Ayódar | [[Fitxer:\|100px]] | Clica ací per a carregar la teua image       |
| Agència de Lectura Municipal de Montant            | Montant            | Avenida de Antonio Fornás, 10. 12447 Montán         | [[Fitxer:\|100px]] | Clica ací per a carregar la teua image       |
| Agència de Lectura Municipal de Torralba           | Torralba           | Calle del Horno, 13. 12225 Torralba del Pinar       | [[Fitxer:\|100px]] | Clica ací per a carregar la teua image       |

## Alto Palancia
| Nom                                                                | Municipi            | Adreça                                      | Foto               | Click per a pujar foto Click para subir foto |
| ------------------------------------------------------------------ | ------------------- | ------------------------------------------- | ------------------ | -------------------------------------------- |
| Agència de Lectura Municipal d'Algímia d'Almonesir                 | Algímia d'Almonesir | Calle Larga, 56. 12414 Algimia de Almonacid | [[Fitxer:\|100px]] | Clica ací per a carregar la teua image       |
| Agència de Lectura Municipal d'Almedíxer                           | Almedíxer           | Plaza del Ayuntamiento, 5. 12413 Almedíjar  | [[Fitxer:\|100px]] | Clica ací per a carregar la teua image       |
| Agència de Lectura Municipal d'Altura                              | Altura              | C/ San Vicente, 9. 12410 Altura             | [[Fitxer:\|100px]] | Clica ací per a carregar la teua image       |
| Agència de Lectura Municipal de Begís                              | Begís               | C/ Virgen del Loreto, 2. 12430 Bejís        | [[Fitxer:\|100px]] | Clica ací per a carregar la teua image       |
| Agència de Lectura Municipal de Castellnou                         | Castellnou          | C/ Secano, s/n. 12413 Castellnovo           | [[Fitxer:\|100px]] | Clica ací per a carregar la teua image       |
| Agència de Lectura Municipal de Caudiel                            | Caudiel             | Plaza de España, 2. 12440 Caudiel           | [[Fitxer:\|100px]] | Clica ací per a carregar la teua image       |
| Agència de Lectura Municipal de El Toro                            | el Toro             | c/ Valencia, s/n. 12429 El Toro             | [[Fitxer:\|100px]] | Clica ací per a carregar la teua image       |
| Agència de Lectura Municipal de Geldo                              | Geldo               | Avda. Castellón, 20. 12412 Geldo            | [[Fitxer:\|100px]] | Clica ací per a carregar la teua image       |
| Agència de Lectura Municipal de Xèrica                             | Xèrica              | Calle del Río, 2. 12450 Jérica              | [[Fitxer:\|100px]] | Clica ací per a carregar la teua image       |
| Agència de Lectura Municipal - Peñalba                             | Sogorb              | c/ Geldo, 5. 12414 Peñalba - Segorbe        | [[Fitxer:\|100px]] | Clica ací per a carregar la teua image       |
| Biblioteca del Seminari Diocesà Conciliar Santíssima Trinitat      | Sogorb              | C/ Valencia, 9. 12400 Segorbe               | [[Fitxer:\|100px]] | Clica ací per a carregar la teua image       |
| Biblioteca Pública Municipal de Sogorb - Bisbe Juan Bautista Pérez | Sogorb              | c/ Cronista Jaime Faus, s/n. 12400 Segorbe  |                    | Clica ací per a carregar la teua image       |
| Biblioteca-Arxiu Capitular de la Seu de Sogorb                     | Sogorb              | c/ San Cristóbal, 5. 12400 Segorbe          | [[Fitxer:\|100px]] | Clica ací per a carregar la teua image       |
| Agència de Lectura Municipal de Soneixa                            | Soneixa             | Calle Mayor, 70. 12480 Soneja               | [[Fitxer:\|100px]] | Clica ací per a carregar la teua image       |
| Agència de Lectura Municipal de Sot de Ferrer                      | Sot de Ferrer       | C/ Valencia, 41. 12489 Sot de Ferrer        | [[Fitxer:\|100px]] | Clica ací per a carregar la teua image       |
| Agència de Lectura Municipal de Viver                              | Viver               | Plz. Mayor, 1. 12460 Viver                  | [[Fitxer:\|100px]] | Clica ací per a carregar la teua image       |

## Baix Maestrat
| Nom                                                                      | Municipi                  | Adreça                                                 | Foto               | Click per a pujar foto Click para subir foto |
| ------------------------------------------------------------------------ | ------------------------- | ------------------------------------------------------ | ------------------ | -------------------------------------------- |
| Agència de Lectura Municipal d'Alcossebre                                | Alcalà de Xivert          | Carrer de Sant Josep, 48, B. 12579 Alcossebre          | [[Fitxer:\|100px]] | Clica ací per a carregar la teua image       |
| Biblioteca Pública Municipal d'Alcalà de Xivert                          | Alcalà de Xivert          | Paseo Héroes de Marruecos, 2. 12570 Alcalà de Xivert   | [[Fitxer:\|100px]] | Clica ací per a carregar la teua image       |
| Biblioteca Pública Municipal de Benicarló - Manel Garcia i Grau          | Benicarló                 | C/ Vi de Carlón, s/n.12580 Benicarló                   |                    | Clica ací per a carregar la teua image       |
| Agència de Lectura Municipal de Càlig                                    | Càlig                     | Avinguda de la Constitució, 5. 12589 Càlig             | [[Fitxer:\|100px]] | Clica ací per a carregar la teua image       |
| Biblioteca Pública Municipal de Cervera del Maestrat                     | Cervera del Maestrat      | Carrer de Santa Bàrbara, 1. 12578 Cervera del Maestrat | [[Fitxer:\|100px]] | Clica ací per a carregar la teua image       |
| Biblioteca Escolar Pública de la Jana                                    | la Jana                   | Carrer de les Escoles, 1. 12340 La Jana                | [[Fitxer:\|100px]] | Clica ací per a carregar la teua image       |
| Biblioteca Pública Municipal de Peníscola                                | Peníscola                 | Carrer del Mestre Bayarri, 2, 3º. 12598 Peníscola      |                    | Clica ací per a carregar la teua image       |
| Agència de Lectura Municipal de Rossell                                  | Rossell                   | Placeta, 7. Centre Cívic Molí Vell. 12511 Rossell      | [[Fitxer:\|100px]] | Clica ací per a carregar la teua image       |
| Agència de Lectura Municipal de Sant Mateu                               | Sant Mateu                | c/ Santo Domingo, 34, 1º. 12170 Sant Mateu             |                    | Clica ací per a carregar la teua image       |
| Agència de Lectura Municipal de Santa Magdalena de Polpís                | Santa Magdalena de Polpís | Carrer d'Alcalà 52. 12597 Santa Magdalena de Polpís    |                    | Clica ací per a carregar la teua image       |
| Biblioteca de la Asociación Cultural Amigos de Vinaròs - Victor Carrillo | Vinaròs                   | Carrer de Sant Ramon, 13. 12500 Vinaròs                | [[Fitxer:\|100px]] | Clica ací per a carregar la teua image       |
| Biblioteca Pública Municipal de Vinaròs                                  | Vinaròs                   | Plz. Hort del Escribano, s/n. 12500 Vinaròs            | [[Fitxer:\|100px]] | Clica ací per a carregar la teua image       |

## Plana Alta
| Nom                                                                                                | Municipi             | Adreça | Foto               | Click per a pujar foto Click para subir foto |
| -------------------------------------------------------------------------------------------------- | -------------------- | --- | ------------------ | -------------------------------------------- |
| Biblioteca Pública Municipal d'Almassora                                                           | Almassora            | Plaça d'España, 2. 12550 Almassora                                                                                          | [[Fitxer:\|100px]] | Clica ací per a carregar la teua image       |
| Biblioteca Pública Municipal de Benicàssim - F. Pérez Bayer (Casa De Cultura)                      | Benicàssim           | C/ Médico Segarra, 4. 12560 Benicàssim                                                                                      | [[Fitxer:\|100px]] | Clica ací per a carregar la teua image       |
| Punt de Lectura de Benicàssim - Vila Anna                                                          | Benicàssim           | Paseo Pilar Coloma, 35. 12560 Benicàssim                                                                                    |                    | Clica ací per a carregar la teua image       |
| Biblioteca Pública Municipal de Borriol                                                            | Borriol              | C/ Rey Don Jaime, 7. 12190 Borriol                                                                                          |                    | Clica ací per a carregar la teua image       |
| Agència de Lectura Municipal de Cabanes                                                            | Cabanes              | Carrer del Teatre, s/n. 12180 Cabanes                                                                                       | [[Fitxer:\|100px]] | Clica ací per a carregar la teua image       |
| Biblioteca del Centre de Formació, Innovació i Recursos Educatius (CEFIRE) de Castelló de la Plana | Castelló de la Plana | Avenida de los Hermanos Bou, 26. 12003 - Castellón de la Plana, Avinguda dels Germans Bou, 26. 12003 - Castelló de la Plana | [[Fitxer:\|100px]] | Clica ací per a carregar la teua image       |
| Biblioteca Pública Provincial de Castelló                                                          | Castelló de la Plana | C/ Rafalafena, 29. 12003 Castellón                                                                                          |                    | Clica ací per a carregar la teua image       |
| Antiga Estació de ferrocarril de Castelló                                                          | Castelló de la Plana | Plaça d'Espanya, s/n. 12002 Castelló                                                                                        |                    | Clica ací per a carregar la teua image       |
| Agència de Lectura Municipal de Castelló de la Plana - Censal                                      | Castelló de la Plana | Avinguda Casalduch, 85. 12005 Castelló de la Plana                                                                          | [[Fitxer:\|100px]] | Clica ací per a carregar la teua image       |
| Agència de Lectura Municipal de Castelló de la Plana - Germans Bou                                 | Castelló de la Plana | Carrer dels Germans Bou, 26. 12006 Castelló de la Plana                                                                     | [[Fitxer:\|100px]] | Clica ací per a carregar la teua image       |
| Agència de Lectura Municipal de Castelló de la Plana - La Salera                                   | Castelló de la Plana | Quadra de la Salera, s/n. 12006 Castelló de la Plana                                                                        | [[Fitxer:\|100px]] | Clica ací per a carregar la teua image       |
| Agència de Lectura Municipal de Castelló de la Plana - Manuel Azaña                                | Castelló de la Plana | c/ Manuel Azaña, 8. 12006 Castelló de la Plana                                                                              | [[Fitxer:\|100px]] | Clica ací per a carregar la teua image       |
| Agència de Lectura Municipal de Castelló de la Plana - Primer Molí                                 | Castelló de la Plana | Plz. Primer Molí, s/n |                    | Clica ací per a carregar la teua image       |
| Bibliobús de Castelló de la Plana                                                                  | Castelló de la Plana | Avinguda de la Vall d'Uixó, 25. 12004 Castelló de la Plana                                                                  | [[Fitxer:\|100px]] | Clica ací per a carregar la teua image       |
| Biblioteca Auxiliar de l'Arxiu de la Diputació Provincial de Castelló                              | Castelló de la Plana | Avinguda de la Vall d'Uixo, 25, 2. 12004 Castelló de la Plana                                                               | [[Fitxer:\|100px]] | Clica ací per a carregar la teua image       |
| Biblioteca Auxiliar de l'Arxiu Històric Provincial de Castelló                                     | Castelló de la Plana | c/ Rafalafena, 29 | [[Fitxer:\|100px]] | Clica ací per a carregar la teua image       |
| Biblioteca de la Delegació Provincial de l'Institut Nacional d'Estadística a Castelló              | Castelló de la Plana | c/ Cronista Revest, 11 | [[Fitxer:\|100px]] | Clica ací per a carregar la teua image       |
| Biblioteca de l'Escola Universitària d'Infermeria la Nostra Senyora del Sagrat Cor                 | Castelló de la Plana | Avinguda de Benicàssim, s/n, 3ª planta. 12004 Castelló de la Plana                                                          | [[Fitxer:\|100px]] | Clica ací per a carregar la teua image       |
| Biblioteca de la Sala Abadia de la Fundació Caixa Castelló                                         | Castelló de la Plana | Plz. de la Hierba, s/n. 12001 Castellón de la Plana                                                                         |                    | Clica ací per a carregar la teua image       |
| Biblioteca de la Universitat CEU Cardenal Herrera - Biblioteca Seu Castelló                        | Castelló de la Plana | c/ Grecia, 31, Edificiio Lubasa. Ciudad del Transporte. 12006 Castelló de la Plana                                          | [[Fitxer:\|100px]] | Clica ací per a carregar la teua image       |
| Biblioteca de la Universitat Jaume I                                                               | Castelló de la Plana | Avinguda de Vicent Sos Baynat, s/n, Campus del Riu Sec. 12006 Castelló                                                      |                    | Clica ací per a carregar la teua image       |
| Biblioteca de la Universitat Jaume I - Centre de Documentació Europea                              | Castelló de la Plana | Avinguda de Vicent Sos Baynat, s/n, Campus del Riu Sec. 2ª planta del edificio de la Biblioteca. 12006 Castelló             |                    | Clica ací per a carregar la teua image       |
| Biblioteca de Pacients de l'Hospital La Magdalena                                                  | Castelló de la Plana | Cuadra Collet - Partida Bovalar, 32. 12004 Castellón de la Plana                                                            | [[Fitxer:\|100px]] | Clica ací per a carregar la teua image       |
| Biblioteca del Antic Casino de Castelló                                                            | Castelló de la Plana | c/ Puerta del Sol, 1. 12001 Castellón                                                                                       | [[Fitxer:\|100px]] | Clica ací per a carregar la teua image       |
| Biblioteca del Centre Penitenciari de Castelló                                                     | Castelló de la Plana | Ctra. Alcora, Km. 10. 12006 Castellón de la Plana                                                                           | [[Fitxer:\|100px]] | Clica ací per a carregar la teua image       |
| Biblioteca del Col·legi Oficial de Farmacèutics de Castelló                                        | Castelló de la Plana | c/ Ebanista Hervás, 51. 12004 Castellón de la Plana                                                                         | [[Fitxer:\|100px]] | Clica ací per a carregar la teua image       |
| Biblioteca del Col·legi Oficial de Veterinaris de Castelló                                         | Castelló de la Plana | Carrer Anseni, 12. 12002 Castelló de la Plana                                                                               | [[Fitxer:\|100px]] | Clica ací per a carregar la teua image       |
| Biblioteca del Col·legi Territorial d'Arquitectes de Castelló - CTAC                               | Castelló de la Plana | c/ Enseñanza, 4. 12001 Castellón de la Plana                                                                                | [[Fitxer:\|100px]] | Clica ací per a carregar la teua image       |
| Biblioteca de l'Hospital General de Castelló                                                       | Castelló de la Plana | Avinguda de Benicàssim, s/n. 12004 Castelló de la Plana                                                                     | [[Fitxer:\|100px]] | Clica ací per a carregar la teua image       |
| Biblioteca del Il·lustre Col·legi d'Advocats de Castelló                                           | Castelló de la Plana | c/ Temprano, 15. 12002 Castellón de la Plana                                                                                | [[Fitxer:\|100px]] | Clica ací per a carregar la teua image       |
| Biblioteca del Museu de Belles Arts de Castelló                                                    | Castelló de la Plana | Avinguda dels Germans Bou, 28. 12003 Castelló de la Plana                                                                   | [[Fitxer:\|100px]] | Clica ací per a carregar la teua image       |
| Biblioteca del Pacient Hospital General de Castelló                                                | Castelló de la Plana | Avda. de Benicasim, s/n. 12004 Castellón de la Plana                                                                        | [[Fitxer:\|100px]] | Clica ací per a carregar la teua image       |
| Biblioteca del Seminari Diocesà Mater Dei                                                          | Castelló de la Plana | Ctra. València-Barcelona, s/n. 12080 Castelló de la Plana                                                                   | [[Fitxer:\|100px]] | Clica ací per a carregar la teua image       |
| Biblioteca del Servei d'Investigacions Arqueològiques i Prehistòriques - SIAP                      | Castelló de la Plana | Avda. Germans Bou, 28, Edifici Museu. 12080 Castelló de la Plana                                                            | [[Fitxer:\|100px]] | Clica ací per a carregar la teua image       |
| Biblioteca Privada de la Societat Castellonenca de Cultura                                         | Castelló de la Plana | C/ Major, 87. 12001 Castelló de la Plana                                                                                    | [[Fitxer:\|100px]] | Clica ací per a carregar la teua image       |
| Biblioteca Pública Municipal - Sant Agustí-Sant Marc                                               | Castelló de la Plana | Carrer d'Albacete, 27. 12004 Castelló de la Plana                                                                           | [[Fitxer:\|100px]] | Clica ací per a carregar la teua image       |
| Biblioteca Pública Municipal de Castelló de la Plana - Central                                     | Castelló de la Plana | Carrer Major, 89. 12001 Castelló de la Plana                                                                                |                    | Clica ací per a carregar la teua image       |
| Biblioteca Pública Municipal de Castelló de la Plana - Joan Baptista Campos Cruañes                | Castelló de la Plana | Avda. del Puerto, s/n, Edificio Casal Jove. 12100 Castellón de la Plana                                                     | [[Fitxer:\|100px]] | Clica ací per a carregar la teua image       |
| Biblioteca Ramell                                                                                  | Castelló de la Plana | C/ Jordi Joan , 37. 12003 Castelló de la Plana                                                                              | [[Fitxer:\|100px]] | Clica ací per a carregar la teua image       |
| Biblioteca-Hemeroteca de l'Arxiu Municipal de Castelló                                             | Castelló de la Plana | C/ Gaibiel, 4. 12003 Castelló de la Plana                                                                                   | [[Fitxer:\|100px]] | Clica ací per a carregar la teua image       |
| Centre de Documentació de l'Institut de Tecnologia Ceràmica - ITC - AICE                           | Castelló de la Plana | Avda. Vicent Sos Baynat-Campus Riu Sec, s/n. 12006 Castellón de la Plana                                                    | [[Fitxer:\|100px]] | Clica ací per a carregar la teua image       |
| Biblioteca de la Dona                                                                              | Castelló de la Plana | Avda. Hermanos Bou, 81. 12003 Castellón de la Plana                                                                         | [[Fitxer:\|100px]] | Clica ací per a carregar la teua image       |
| Agència de Lectura Municipal de la Pobla Tornesa                                                   | la Pobla Tornesa     | Carrer d'Enmig, 2. 12181 La Pobla Tornesa                                                                                   |                    | Clica ací per a carregar la teua image       |
| Agència de Lectura Municipal de la Vall d'Alba                                                     | la Vall d'Alba       | Plz. Mayor, 2, 5º. 12194 Vall d'Alba                                                                                        | [[Fitxer:\|100px]] | Clica ací per a carregar la teua image       |
| Agència de Lectura Municipal de les Coves de Vinromà - Joan Fuster                                 | les Coves de Vinromà | Plz. Cervantes, s/n. 12185 Les Coves de Vinromà                                                                             | [[Fitxer:\|100px]] | Clica ací per a carregar la teua image       |
| Agència de Lectura Municipal d'Orpesa                                                              | Orpesa               | c/ Cabanes, 1, Cambio prov. edificio 2014 (defectos estructurales). Construcción nuevo edificio.                            | [[Fitxer:\|100px]] | Clica ací per a carregar la teua image       |
| Agència de Lectura Municipal de Sant Joan de Moró                                                  | Sant Joan de Moró    | Plaça Joan Renau, s/n. 12130 Sant Joan de Moró                                                                              | [[Fitxer:\|100px]] | Clica ací per a carregar la teua image       |
| Biblioteca Pública Municipal de Torreblanca                                                        | Torreblanca          | Plz. San Bartolomé, 1. 12596 Torreblanca                                                                                    | [[Fitxer:\|100px]] | Clica ací per a carregar la teua image       |
| Agència de Lectura Municipal de Vilafamés                                                          | Vilafamés            | Avinguda Barceló, 8.12192 Vilafamés                                                                                         | [[Fitxer:\|100px]] | Clica ací per a carregar la teua image       |
| Centre Internacional de Documentación Artística CIDA - Vicente Aguilera Cerni                      | Vilafamés            | C/ Mestre Bernat, 14. 12192 Vilafamés                                                                                       | [[Fitxer:\|100px]] | Clica ací per a carregar la teua image       |
| Agència de Lectura Municipal de Vilanova d'Alcolea                                                 | Vilanova d'Alcolea   | Carrer de la Torre, 45. 12183 Vilanova d'Alcolea                                                                            | [[Fitxer:\|100px]] | Clica ací per a carregar la teua image       |

## Plana Baixa
| Nom                                                                           | Municipi         | Adreça                                                                            | Foto               | Click per a pujar foto Click para subir foto |
| ----------------------------------------------------------------------------- | ---------------- | --------------------------------------------------------------------------------- | ------------------ | -------------------------------------------- |
| Agència de Lectura Municipal d'Aín                                            | Aín              | Plaza José Sorribes Fuster, 1. 12222 Aín                                          | [[Fitxer:\|100px]] | Clica ací per a carregar la teua image       |
| Agència de Lectura Municipal d'Alfondeguilla                                  | Alfondeguilla    | c/ Acequia, 18. 12609 Alfondeguilla                                               | [[Fitxer:\|100px]] | Clica ací per a carregar la teua image       |
| Agencia de Lectura Municipal d'Almenara                                       | Almenara         | c/ Colón, 1                                                                       | [[Fitxer:\|100px]] | Clica ací per a carregar la teua image       |
| Agència de Lectura Municipal d'Artana                                         | Artana           | Avda. Sierra Espadán, 114. 12527 Artana                                           |                    | Clica ací per a carregar la teua image       |
| Biblioteca Pública Municipal de Betxí - Manuel Ferrandis Irles                | Betxí            | c/ del Doctor Ortells, 1. 12549 Betxí                                             | [[Fitxer:\|100px]] | Clica ací per a carregar la teua image       |
| Biblioteca Pública Municipal de Borriana                                      | Borriana         | Plaça de la Mercé, s/n. 12530 Borriana                                            | [[Fitxer:\|100px]] | Clica ací per a carregar la teua image       |
| Agència de Lectura Municipal d'Eslida                                         | Eslida           | c/ Príncipe Felipe, 49                                                            | [[Fitxer:\|100px]] | Clica ací per a carregar la teua image       |
| Agència de Lectura Municipal de l'Alcúdia de Veo                              | l'Alcúdia de Veo | c/ de la Fuente, 7                                                                | [[Fitxer:\|100px]] | Clica ací per a carregar la teua image       |
| Agència de Lectura Municipal de la Llosa                                      | la Llosa         | Plz. de España, 3                                                                 |                    | Clica ací per a carregar la teua image       |
| Agència de Lectura Municipal de la Vilavella                                  | la Vilavella     | c/ Santa Bárbara, s/n                                                             | [[Fitxer:\|100px]] | Clica ací per a carregar la teua image       |
| Agència de Lectura Municipal de les Alqueries                                 | les Alqueries    | c/ del Mossén Juan Miralles, 2, 1º                                                | [[Fitxer:\|100px]] | Clica ací per a carregar la teua image       |
| Biblioteca Pública Municipal de Moncofa                                       | Moncofa          | c/ Ramón y Cajal, 6. 12593 Moncofa                                                |                    | Clica ací per a carregar la teua image       |
| Biblioteca Pública Municipal de Nules                                         | Nules            | Carrer Major, 57. 12520 Nules                                                     | [[Fitxer:\|100px]] | Clica ací per a carregar la teua image       |
| Biblioteca Pública Municipal d'Onda                                           | Onda             | c/ Balmes, 2. 12200 Onda                                                          | [[Fitxer:\|100px]] | Clica ací per a carregar la teua image       |
| Agència de Lectura Municipal de Ribesalbes                                    | Ribesalbes       | C/ Castelló, 12. 12210 Ribesalbes                                                 | [[Fitxer:\|100px]] | Clica ací per a carregar la teua image       |
| Biblioteca Pública Municipal de Sueras                                        | Suera            | c/ Mayor, 24-26, Casa de les mestres                                              | [[Fitxer:\|100px]] | Clica ací per a carregar la teua image       |
| Agència de Lectura Municipal de Tales                                         | Tales            | c/ Constitució, 1                                                                 | [[Fitxer:\|100px]] | Clica ací per a carregar la teua image       |
| Agència de Lectura Municipal de La Vall d'Uixó - Lleonard Mingarro            | la Vall d'Uixó   | Travesía de Albacete, s/n                                                         | [[Fitxer:\|100px]] | Clica ací per a carregar la teua image       |
| Biblioteca Pública Municipal de La Vall d'Uixó - María Dolores García Sánchez | la Vall d'Uixó   | Plz. Del Mercat, 2                                                                | [[Fitxer:\|100px]] | Clica ací per a carregar la teua image       |
| Agència de Lectura Infantil de Vila-real - Barranquet                         | Vila-real        | c/ José Ramón Batalla, 6                                                          | [[Fitxer:\|100px]] | Clica ací per a carregar la teua image       |
| Agència de Lectura Municipal de Vila-real - El Pilar                          | Vila-real        | c/ Martí l'Humà, 24. 12540 Vila-real                                              | [[Fitxer:\|100px]] | Clica ací per a carregar la teua image       |
| Bilbioteca Auxiliar de l'Arxiu Municipal de Vila-real                         | Vila-real        | Avinguda de la Mura, 14 , 2º. 12540 Vila-real                                     | [[Fitxer:\|100px]] | Clica ací per a carregar la teua image       |
| Biblioteca del Centre Associat de la UNED de Castelló a Vila-real             | Vila-real        | c/ Arrabal del Carmen, 82, Planta baja. Antigua agencia de lectura del Barranquet | [[Fitxer:\|100px]] | Clica ací per a carregar la teua image       |
| Biblioteca del Museu de la Ciutat - Casa Polo                                 | Vila-real        | Carrer Joan Fuster, 33. 12540 Vila-real                                           | [[Fitxer:\|100px]] | Clica ací per a carregar la teua image       |
| Biblioteca del Pacient Hospital de la Plana                                   | Vila-real        | Ctra. de Vila-Real a Burriana km.0,5                                              | [[Fitxer:\|100px]] | Clica ací per a carregar la teua image       |
| Biblioteca Infantil de Vila-real                                              | Vila-real        | c/ Solades, 25, 1º                                                                | [[Fitxer:\|100px]] | Clica ací per a carregar la teua image       |
| Biblioteca Pública Municipal de Vila-real - Central                           | Vila-real        | c/ Solades, 25                                                                    | [[Fitxer:\|100px]] | Clica ací per a carregar la teua image       |
| Biblioteca Pública Municipal de Xilxes                                        | Xilxes           | Avinguda Jaume I, 6, 12592 Xilxes                                                 | [[Fitxer:\|100px]] | Clica ací per a carregar la teua image       |

## Ports
| Nom                                      | Municipi   | Adreça                             | Foto               | Click per a pujar foto Click para subir foto |
| ---------------------------------------- | ---------- | ---------------------------------- | ------------------ | -------------------------------------------- |
| Agència de Lectura Municipal del Forcall | El Forcall | Plaça Major, 13. 12310 El Forcall  | [[Fitxer:\|100px]] | Clica ací per a carregar la teua image       |
| Agència de Lectura de Morella            | Morella    | C/ Colomer, 4, baix. 12300 Morella | [[Fitxer:\|100px]] | Clica ací per a carregar la teua image       |